# Cereus aethiops
Cereus aethiops es una especie de planta suculenta perteneciente al género Cereus, dentro de la familia Cactaceae. Se distribuye desde Uruguay hasta Argentina.

## Descripción

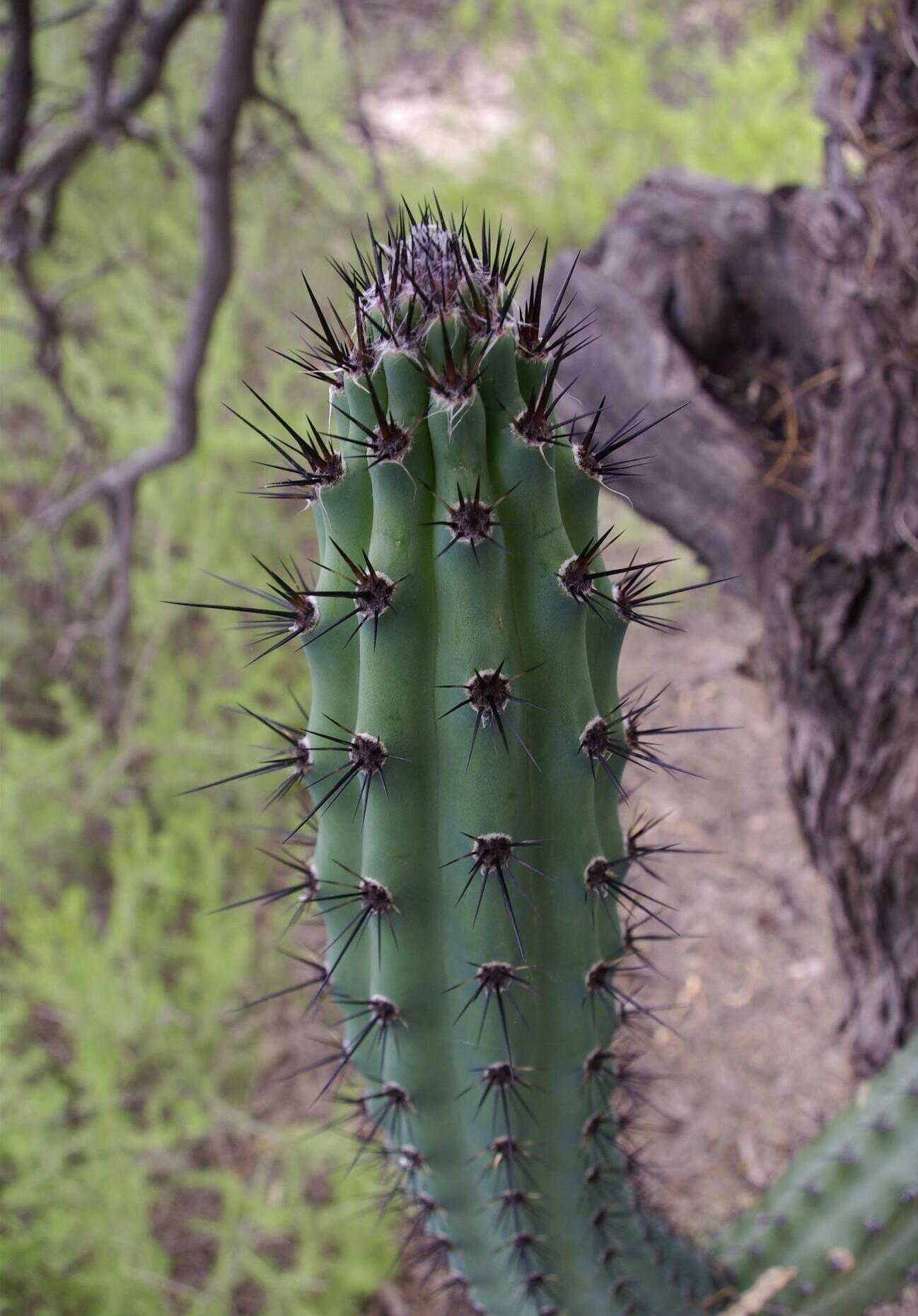
Detalle del tallo

Cereus aethiops es una especie de cactus arbustivo que raramente se ramifica, con brotes erguidos que ocasionalmente pueden aparecer postrados. Alcanza alturas de hasta 2 m y sus tallos son cilíndricos, de color azul oscuro a verde oscuro y tienen un diámetro de 2 a 4 cm. 
Presenta de 6 a 8 costillas divididas en tubérculos, sobre las que se sitúan las areolas de color casi negro. En ellas encontramos de 2 a 4 espinas centrales negras que miden hasta 2 cm de largo, y de 9 a 12 espinas marginales grises con una punta más oscura o negra que alcanzan longitudes de hasta 1 cm.
Las flores son de color blanco a rosa claro y miden hasta 20 cm de largo. Los frutos son rojos, tienen forma de huevo y miden hasta 6 cm de largo. En su interior encontramos semillas negras de 2,5 mm de longitud y algo rugosas.

## Distribución y hábitat
El área de distribución nativa de esta especie va desde Uruguay hasta Argentina y crece principalmente en el bioma subtropical.

## Taxonomía
Cereus aethiops fue descrita por el botánico británico Adrian Hardy Haworth y publicada por primera vez en la revista científica Philosophical Magazine, or Annals of Chemistry 7: 109–110 en 1830.
Etimología
- Cereus: nombre genérico que deriva del término latíno cereus (que se traduce como 'vela' o 'cirio'), haciendo alusión a su forma alargada perfectamente recta.[5]
- aethiops: epíteto específico que proviene del griego y que significa 'quemado por el Sol', haciendo referencia a las espinas negras de la especie.[6]

Sinonimia
- Cereus aethiops var. landbeckii (Phil. ex Regel) Backeb., 1960
- Cereus aethiops var. melanacanthus (K.Schum.) Backeb., 1960
- Cereus azureus J.Parm. ex Pfeiff., 1837
- Cereus azureus var. seidelii (Lehm. ex Salm-Dyck) Dams, 1904
- Cereus calybeus F. Cels, 1841
- Cereus chalibaeus Salm-Dyck, 1850
- Cereus coerulescens var. landbeckii (Phil. ex Regel) K.Schum., 1897
- Cereus coerulescens f. landbeckii (Phil. ex Regel) Schelle, 1907
- Cereus coerulescens var. melanacanthus K. Schum., 1897
- Cereus coerulescens f. melanacanthus (K.Schum.) Schelle, 1907
- Cereus landbeckii Phil. ex Regel, 1875
- Cereus landbeckii var. phillipii Rob., 1875
- Cereus melanacanthus (K.Schum.) Schelle, 1907
- Cereus seidelii Lehm. ex Salm-Dyck, 1850
- Piptanthocereus aethiops (Haw.) F.Ritter, 1980
- Piptanthocereus azureus (J.Parm. ex Pfeiff.) Riccob., 1909
- Piptanthocereus chalibaeus (Salm-Dyck) Riccob., 1909

## Estado de conservación
En la Lista Roja de Especies Amenazadas de la UICN, la especie está clasificada como de “Preocupación Menor (LC)”.

## Usos
Se cultiva principalmente como planta ornamental y su propagación se realiza a través de esquejes o semillas.

## Galería

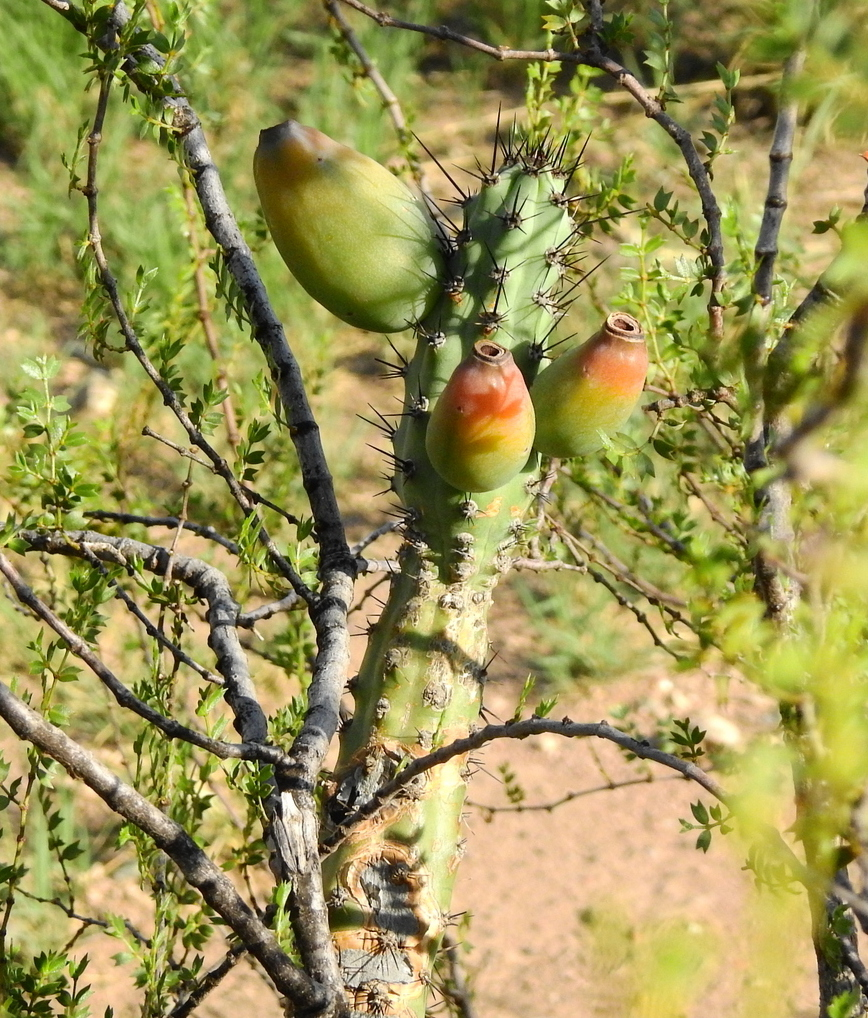
Detalle del fruto a medio madurar
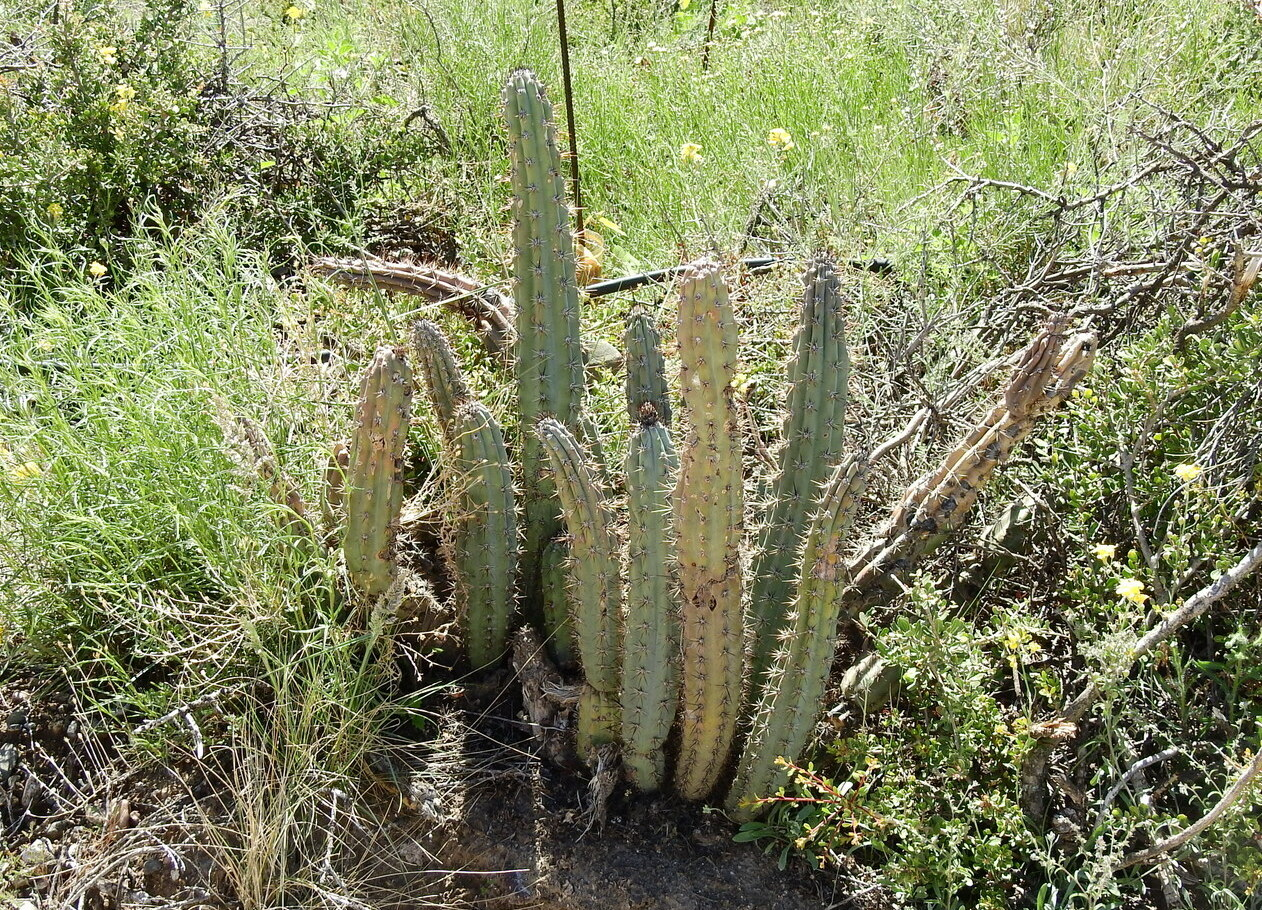
Porte de la planta
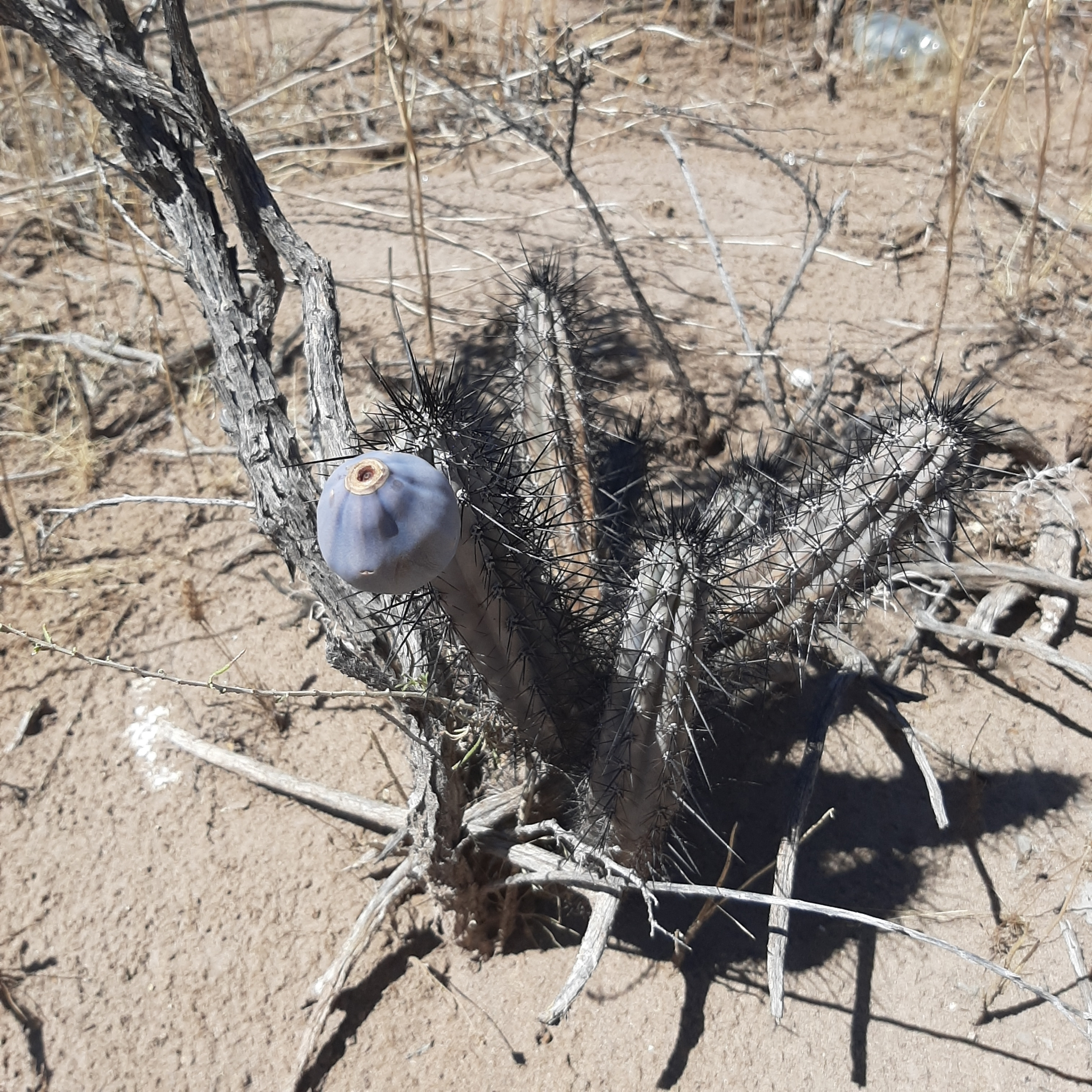
Planta con el fruto maduro
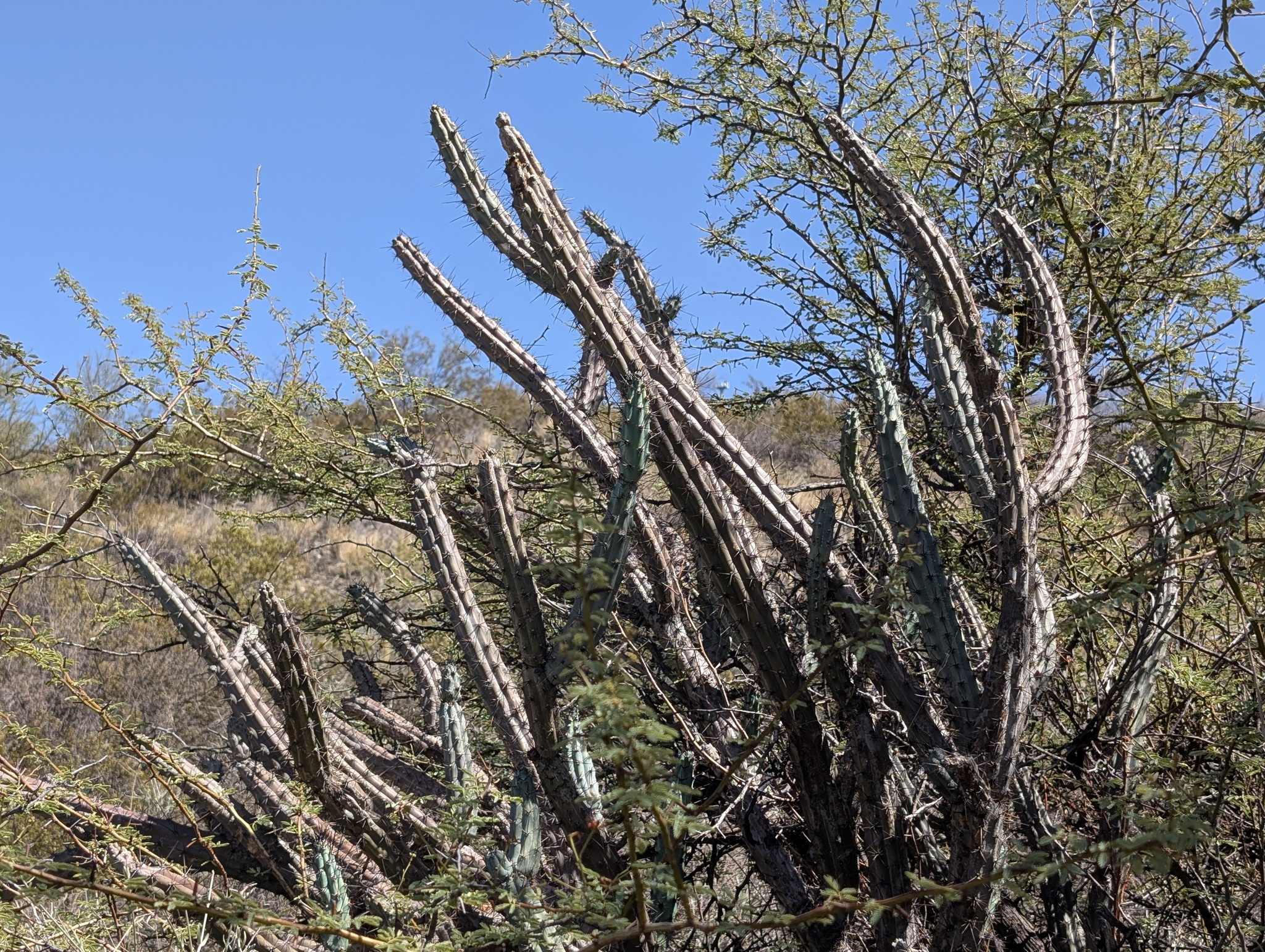
Planta n su hábitat
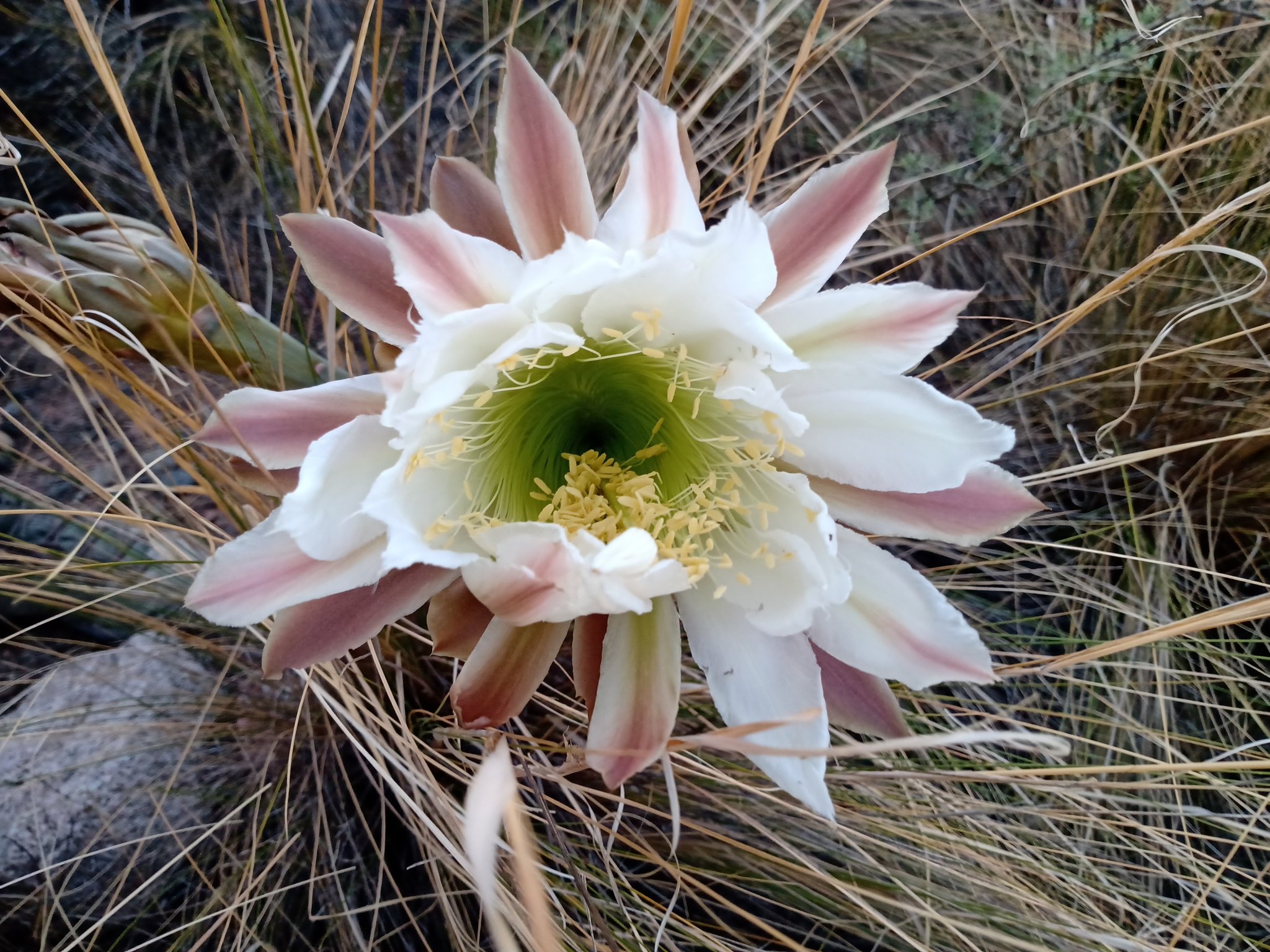
Detalle de la flor